# Zwitserse landsknechten

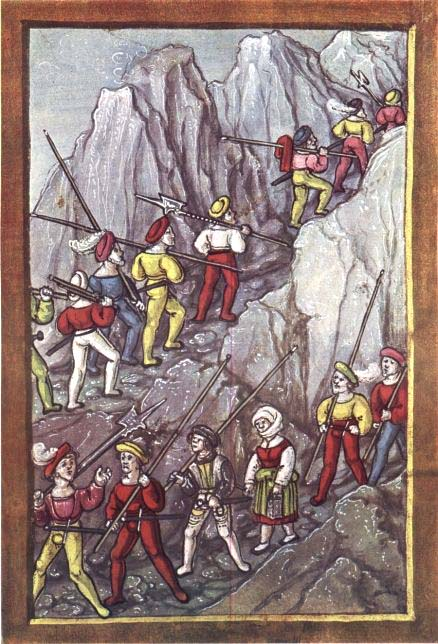
Zwitserse huurlingen in de Alpen

De Zwitserse landsknechten waren aan het einde van de 14e eeuw een nieuw fenomeen op de West-Europese slagvelden. Ze vormden het eerste nationale leger. Dit leger was samengesteld uit Zwitserse vrije boeren en burgers uit de steden. Ze zouden tot in de helft van de 16e eeuw een zeer belangrijke rol blijven spelen op de strijdtonelen, bijvoorbeeld bij de Slag bij Nancy. In het algemeen waren landsknechten mensen die geoefend waren in het vechten en wapens droegen. Ze verdienden hun brood door zich te laten huren door heren daar waar ze nodig waren. Tegenwoordig huursoldaten genaamd.

## Rekrutering
Alle gezonde Zwitserse mannen waren tot krijgsdienst verplicht alhoewel in de praktijk alleen vrijwilligers werden opgeroepen waarvan het aantal per kanton werd bepaald, rekening houdend met het aantal inwoners. Om met de piek te kunnen omgaan, het hoofdwapen van de landsknechten, werden krachtige kerels uitgekozen.
De rekrutering had gevolgen voor de landbouw, de bestaansbron van de Zwitsers, en betekende dat ze maar voor een korte periode de wapens konden opnemen.

## Strategie
Hun strategie was de vernietiging van de vijand en niet zijn uitputting. De landsknechten werd verboden gevangenen te maken. Wie in hun handen viel wist dat de dood wachtte. Plunderen en gevangenen nemen was alleen maar verlies van tijd en er stonden zware straffen op (verlies van een arm was de lichtste straf).

## Tactiek
De kern van hun strijdmacht was het oude Germaanse vierkant (carré) dat berustte op gemeenschap en familiebanden. Ze waren uitgerust met korte zwaarden en bijlen. Enkele linies piekeniers beschermden hen tegen ruiters. Kruisbogen en vuurwapens werden zelden gebruikt omdat ze snel contact zochten met de vijand. De coördinatie van het gebruik van die korte-afstandswapens was uitstekend bij de landsknechten. Belangrijk was dat ze hun eigen onafhankelijkheid ten koste van de Habsburgers konden afdwingen en ook in open veld een ridderleger aankonden. De volgende veldslagen toonden dit aan:
- de Slag bij Morgarten (1315), waarin Willem Tell meegevochten zou hebben,
- de slag bij Sempach (1386) en
- de slag bij Näfels (1388).

De dagen van de heerschappij van de ridder waren geteld toen ze ook de Zwaben wisten te overwinnen.

## Huurleger
De landsknechten, die intussen een stevige reputatie hadden verworven, kregen voor het eerst een aanbieding in 1424 om voor Florence te vechten. Ze kregen 8.000 Rijnlandse guldens voor het leveren van 10.000 man gedurende 3 maanden. Op het einde van de 15e eeuw werd het huurleger een winstgevende zaak voor de Zwitserse kantons.
Een bekend gezegde uit deze tijd luidt: "Geen geld, geen Zwitsers", wat betekent dat wie iets voor elkaar wil krijgen daarvoor zal moeten betalen.

## Neergang
Na-ijver tussen aanvoerders uit verschillende kantons (Arnold von Winkelried en Albrecht van Stein) en het grote verlies aan mensenlevens verzwakten de Zwitsers. Daarnaast negeerden ze de nieuwe ontwikkelingen in de krijgsvoering zoals de verbeterde mobiliteit van de artillerie, de lichte ruiterij en de verbeterde handvuurwapens. De ster van de Duitse landsknechten, ingehuurd door Frans I van Frankrijk, begon te tanen na de Slag bij Marignano op 13 en 14 september 1515 waarbij 3.000 Zwitsers sneuvelden.
De Zwitserse wacht in Vaticaanstad is het laatst overgebleven authentiek Zwitsers huurlingenregiment.